# Bjerre, Lappland
Bjerre är en sjö i Arjeplogs kommun i Lappland och ingår i Piteälvens huvudavrinningsområde. Sjön har en area på 0,203 kvadratkilometer och ligger 665,9 meter över havet. Bjerre ligger i Sulitelma Natura 2000-område. Vid provfiske har röding och öring fångats i sjön.

## Delavrinningsområde
Bjerre ingår i det delavrinningsområde (742688-152672) som SMHI kallar för Mynnar i Sårjåsjåkkå. Medelhöjden är 724 meter över havet och ytan är 9,72 kvadratkilometer. Det finns inga avrinningsområden uppströms utan avrinningsområdet är högsta punkten. Vattendraget som avvattnar avrinningsområdet har biflödesordning 4, vilket innebär att vattnet flödar genom totalt 4 vattendrag innan det når havet efter 347 kilometer. Avrinningsområdet består mestadels av skog (47 procent) och kalfjäll (46 procent). Avrinningsområdet har 0,59 kvadratkilometer vattenytor vilket ger det en sjöprocent på 6 procent.